# Osterbrunnen

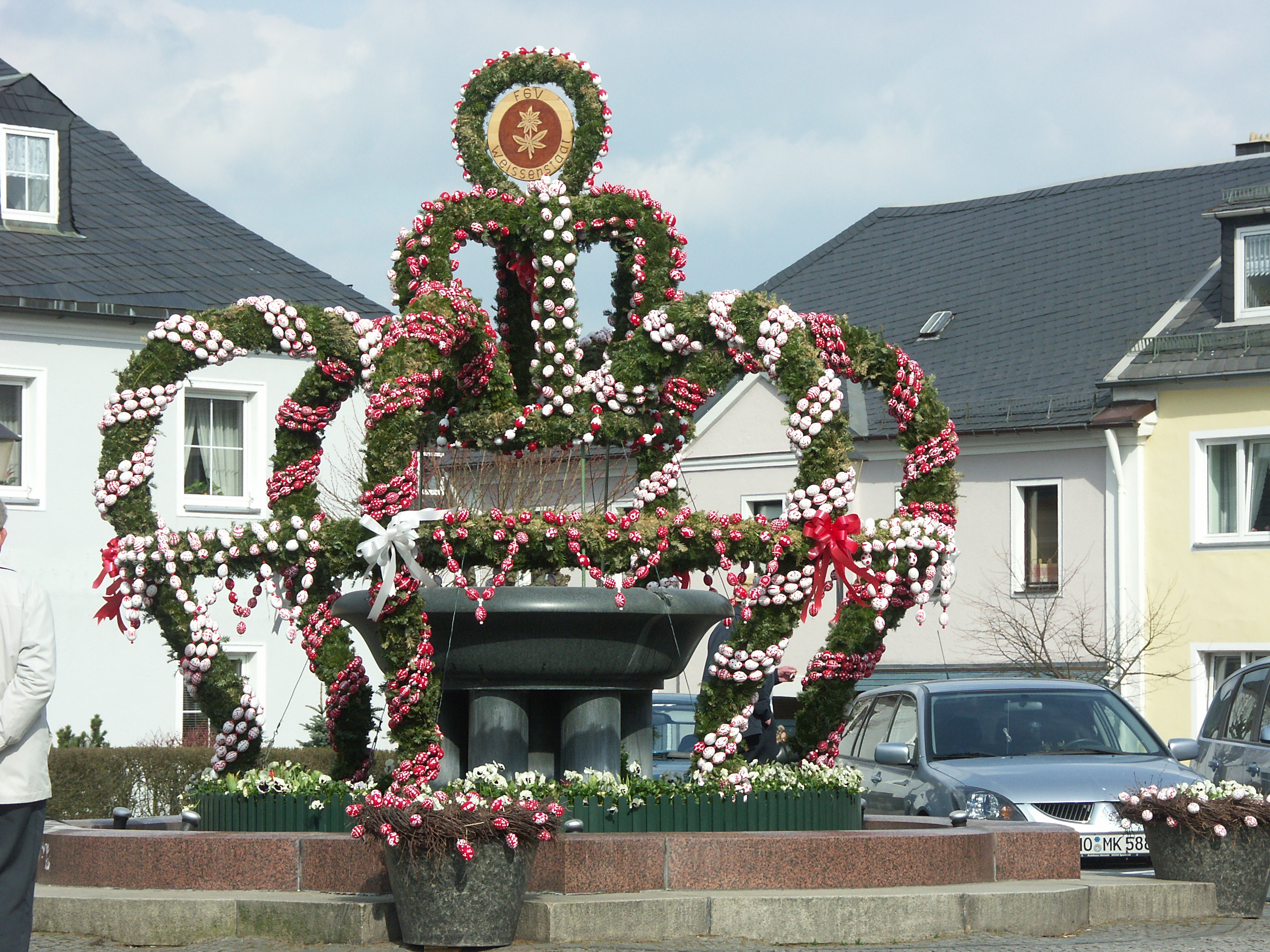
Osterbrunnen à Weißenstadt dans le Fichtelgebirge, avril 2007.

Une Osterbrunnen ou fontaine de Pâques relève d'une tradition allemande de la région du Fichtelgebirge, en Bavière, en Suisse franconienne, qui consiste à décorer les fontaines publiques des villages pour la fête chrétienne de Pâques avec des œufs peints et des fleurs.

## Histoire
Cette tradition remonterait au peuplement huguenot (référence : article paru dans la presse locale Frankenpost datant de Pâques 2007).
Cependant l'origine de cette tradition est discutée : le philologue Karl Weinhold dans un article paru en 1898 sous le titre « Die Verehrung der Quellen in Deutschland » la fait remonter à un culte païen de purification de l'eau : des vierges auraient décoré les fontaines, les hommes étant bannis de ces cérémonies.
Claudia Schillinger interprète les fontaines de Pâques comme des « Überreste wendischen Aberglaubens » [vestiges de superstitions wendes.
Selon d'autres sources[réf. nécessaire], les protestants auraient au contraire essayé d'interdire les cultes païens, ce qui fait que cette tradition ne se perpétue plus que dans une région montagneuse et reculée de la Bavière actuelle qui a appartenu pendant longtemps à la Prusse.
Au cours des dernières années, certaines municipalités ont découvert la valeur touristique de cette tradition qui réapparaît maintenant dans tous les coins de l'Allemagne et jusqu'en Sarre.
Certaines villes voient passer jusqu'à 80 bus par jour ; l'une d'entre elles a pu se faire inscrire dans le Guiness Book of Records avec une fontaine décorée de plus de 11 000 œufs.
En France, des communes jumelées avec des localités allemandes peuvent décorer des fontaines selon cette tradition,.

## Galerie

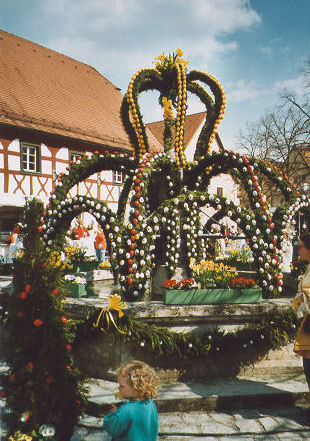
Osterbrunnen à Heiligenstadt en Haute-Franconie, avril 2003.
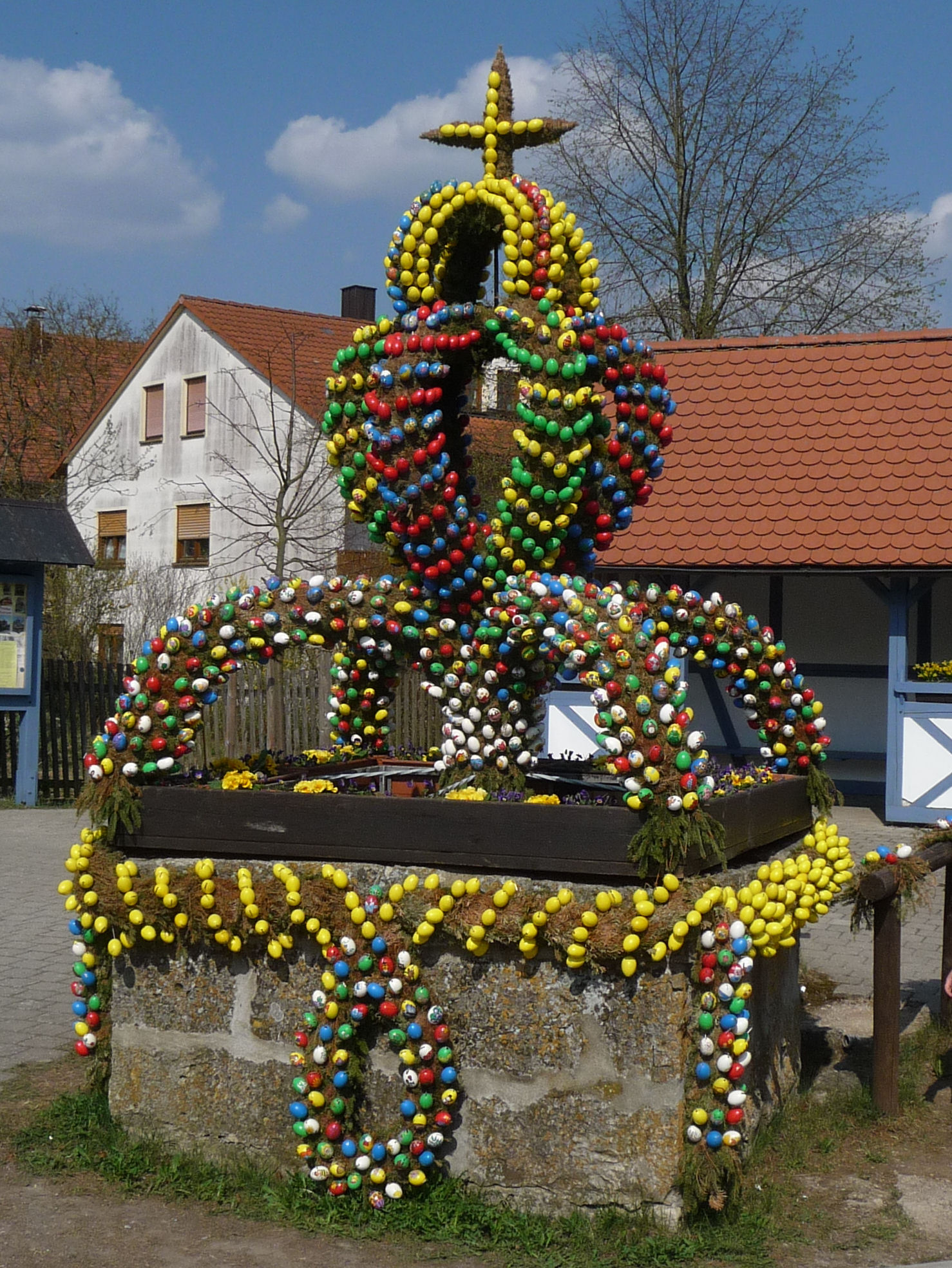
Osterbrunnen à Teuchatz, dans l'arrondissement de Bamberg, avril 2009.
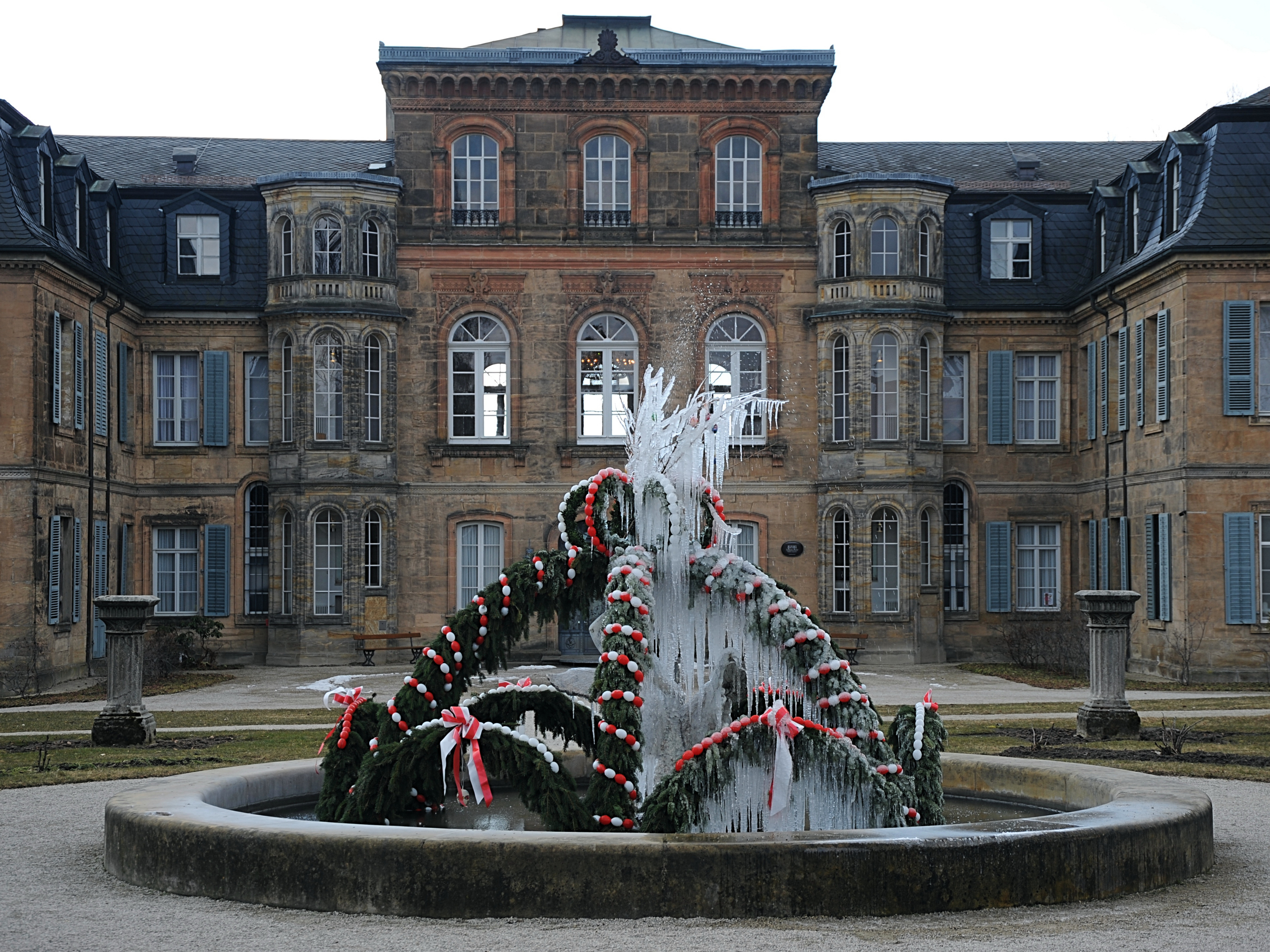
Osterbrunnen devant la façade du château Fantaisie à Eckersdorf en Franconie, 2013.
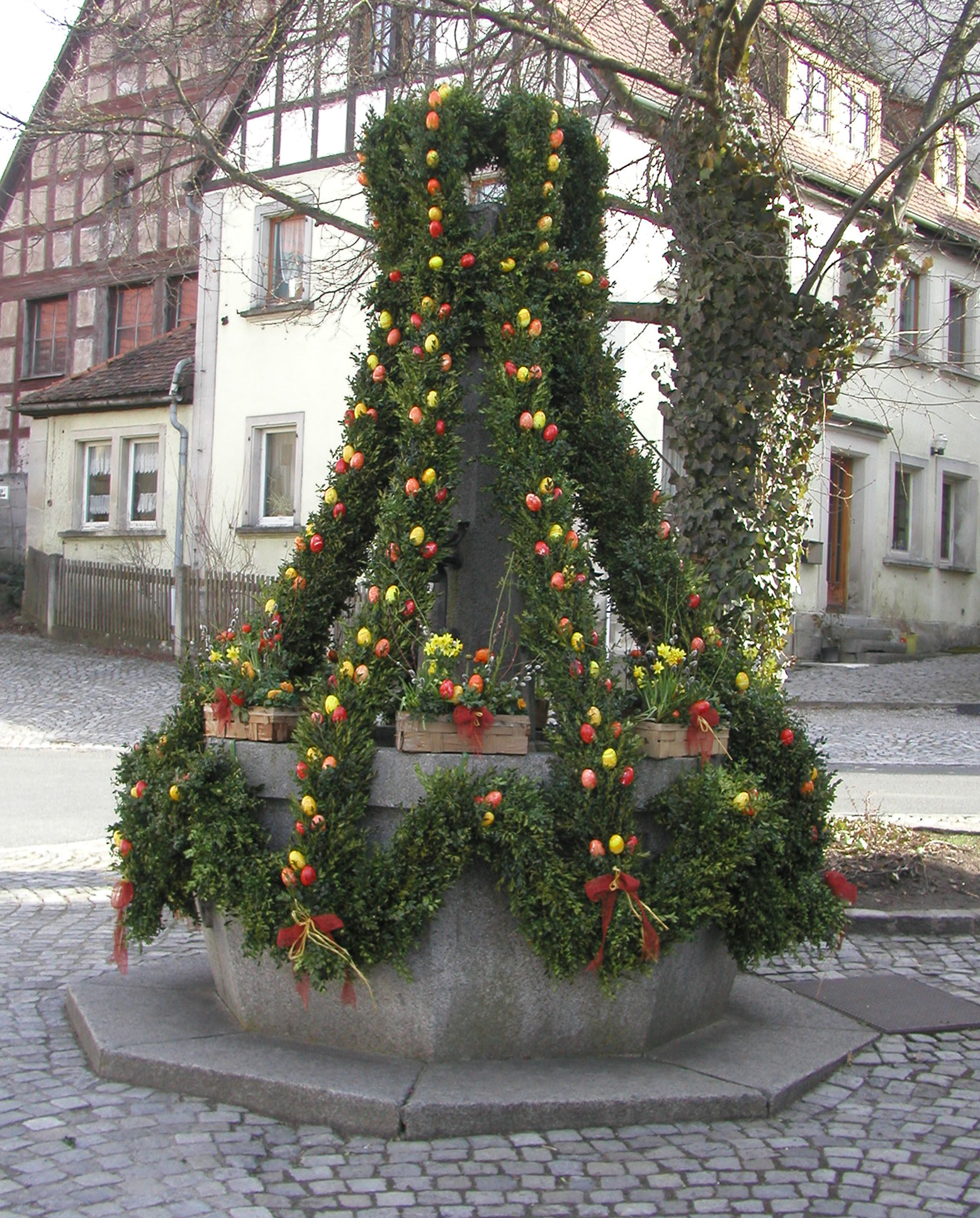
Osterbrunnen à Münchsteinach en Moyenne-Franconie, 2010.
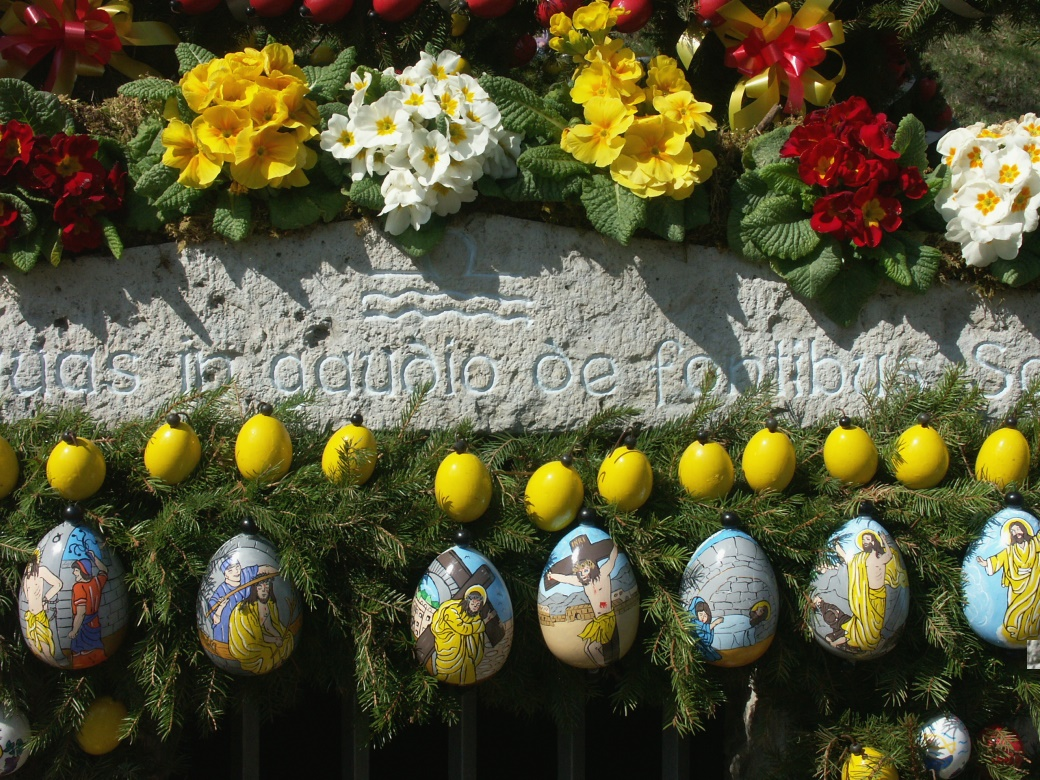
Détail du décor d'une Osterbrunnen en Franconie, avril 2005.